# Nacionalismo sardo

Bandera de los cuatro moros, enseña tradicional de Cerdeña, en su otra versión: las cabezas miran en sentido contrario a la oficial y tienen los ojos vendados.

El nacionalismo sardo (natzionalismu sardu en la lengua sarda, nacionalisme sard en catalán alguerés) o sardismo es una corriente de defensores sociales, culturales y políticos de la autonomía o independencia nacional de Cerdeña, de Italia o de cualquier otro estado y tiene la intención de lograr, a partir de métodos actuales no violentos y democráticos, el derecho a la autodeterminación, que se le negó en el pasado. La isla ha sido atravesada históricamente por oleadas periódicas de nacionalismo y quejas contra Roma.
Uno de los pilares de este movimiento es el sentimiento de una identidad diferenciada, ya que reside, de acuerdo a los adherentes, en la conciencia de pertenecer a una realidad humana y territorial con sus especificidades históricas y culturales, que se diferencian de los italianos, esta política actual se basa también en el principio de que los sardos nunca obtendrán la plena soberanía sobre su propia tierra y seguirán siendo parte del sistema estatal italiano, y se muestra crítico con la política aplicada hasta la fecha hacia los autonomistas sin garantizar a los ciudadanos sus intereses. También se asientan en la posible extinción gradual del sardo y de las otras lenguas de la isla, decretando la muerte del concepto de cultura de la nación sarda.

## Apoyo político
Debido a su extrema fragmentación a nivel político por fricciones internas, el sardismo ha acabado por ocupar una posición marginal en las elecciones, sin embargo tiene un cierto apoyo. Según una encuesta que ha sido efectuada por la Universidad de Cáller en colaboración con la Universidad de Edimburgo, cuatro de cada diez sardos estarían de acuerdo en una hipotética independencia, mientras que el resto querría fortalecer la autonomía que ya existe. Según la misma investigación, el 26 % de los sardos entrevistados se siente únicamente sardo, el 37 % se considera más sardo que italiano, el 31 % tan sardo como italiano, el 5 % más italiano que sardo y el 1 % exclusivamente italiano. Estos datos han sido expuestos por Carlo Pala, profesor de Ciencia Política de la Universidad de Sácer.
En cada elección regional, todos los partidos nacionalistas consiguen el 15-20 % de los votos, mas cada uno no supera el 5 %. Por ejemplo, si se sumasen todas las candidaturas de las elecciones regionales de 2014, los nacionalistas sardos habrían obtenido el 26 % de los votos. En los años 80, el nacionalista Mario Melis llegó a ser presidente de la región.

## Historia

### Orígenes históricos
Los diferentes autores nacionalistas sardos han destacado el talante resistente del pueblo sardo a los invasores. Se dio la cultura original de los nurag (hacia el primer milenio) y presentaron una fuerte resistencia a la incorporación al Imperio romano iniciada el 259 a. C. y que no se consideró definitivamente sometida hasta la invasión de Julio César en el 40 a. C. Los colonizadores anteriores (griegos, fenicios y cartagineses) no pasaron de la creación de establecimientos costeros.
Durante la alta Edad Media se formaron los judicats, organizaciones locales encargadas de la defensa contra los invasores musulmanes. De hecho, algunos de ellos (como el juzgado de Arborea) actuaron como estados semiindependientes, pero no consiguieron formar un estado nacional unificado. La Corona de Aragón los incorporó a su reino en el siglo XIII, y posteriormente pasarían al Imperio español (siglo XVI). Tras la guerra de sucesión se les obligaria a hablar castellano, ya que el catalán era la lengua mayoritaria en la zona noroeste. Hacia el 1718, en virtud del tratado de Londres, Cerdeña pasó a poder de Víctor Manuel II de Saboya. Saboya desde entonces se denominará Reino de Cerdeña. A pesar del nombre del nuevo reino, el centro del poder se encontraba en el Piamonte, y Cerdeña era tratada como una colonia.

### La revuelta de Angioy
Durante el siglo XVIII se formaron varios grupos antipiamonteses. Por un lado, el de los nobles locales, que tenía un talante antifiscal; el de los labradores y pastores, en cambio, tenía un talante antifeudal y poco organizado; el de la burguesía mercantil y los intelectuales tenía un talante republicano y, en algunos casos, apostaba por el independentismo, siguiendo los pasos de la República de Córcega y el liderazgo de Pasquale Paoli. La primera revuelta sarda de carácter nacional estalló aprovechando las invasiones francesas de 1792 y 1793, cuando se presentó al rey piamontés un memorial reivindicando más autonomía. Como este lo rechazó, el 30 de abril de 1793 estalló la revuelta. El 13 de enero del 1796 Giovanni Maria Angioy se puso de parte de los insurrectos y expulsó al virrey con apoyo inglés, pero el 16 de junio tuvo que huir del país, que volvió a caer en manos de los terratenientes piamonteses. En 1800 intentaría nuevamente ocupar Cerdeña, pero fracasó.
A pesar de que en ningún momento se proclamó la independencia de Cerdeña, muchos historiadores han considerado este momento como el nacimiento del nacionalismo sardo moderno. La figura de Angioy ha sido a menudo reivindicada y en esta revuelta se compuso el himno nacional sardo de Frantziscu Ignàtziu Mannu, Su patriotu sardu a sos feudatàrios. Este sentimiento aumentó desde el 1847, cuando fueron abolidos los últimos vestigios de autonomía sarda.

### Unificación italiana y primeras demandas de autonomía
En 1848 se formó una corriente de denuncia de imposición de una legislación uniforme a todo el reino del Piamonte-Cerdeña, expresada en la producción publicista de personajes pertenecientes a las corrientes democráticas y republicanas del liberalismo, como Federico Fanu, Gian Battista Tuveri y G. Scotto Pintor. Sus opúsculos, esta tendencia abogaba por una autonomía insular con parlamento propio, que le permitiera poner en marcha su propio proceso de modernización económica, para no caer en la colonización, y proteger la economía ganadera en nombre de los intereses sardos. La llamada cuestión sarda (Tuveri, 1867) se definía así en términos económicos y administrativos, y aspiraba a un federalismo poco definido a escala italiana. Otra corriente, a la vez, reclamaba la modernización económica de la isla, pero bajo control sardo. Desde 1860-1870 tuvo más influencia política al contar con el apoyo de políticos sardos de renombre como Giorgio Asproni, o por el ministro de agricultura, Francesco Cocco Ortu, y se sumó a las demandas de otras regiones italianas meridionales, configurándose como una parte de la llamada cuestión meridional. También lo vio así el sociólogo comunista Antonio Gramsci.
La demanda de autonomía se basaba en criterios económicos: conseguir que el mayor número de recursos resten en manos sardas con plena capacidad para redistribuirlos. Por la presión de los diputados sardos en Roma, a finales del siglo XIX se adoptaron algunas medidas especiales para Cerdeña, como la primera ley especial del 1897. También se produjeron durante el 1890 movilizaciones para conseguir un puerto franco para Cerdeña que le permitiera mejorar las exportaciones, sobre todo las de queso de cabra. Pero la necesidad del control de los recursos implicaba también que las élites locales dispusieran de más medios para incrementar su dominio clientelar sobre el interior de la isla. En 1914, poco antes de empezar la Primera Guerra Mundial, se celebraría en Roma un Congreso de toda la élite política de Cerdeña para pedir al gobierno central más recursos. Los escasos resultados de las leyes especiales ya provocaban entonces que los publicistas socialistas y republicanos reivindicaran un antiproteccionismo y un meridionalismo que denunciaba la marginación sarda.

### El primer sardismo (1914-1945)
El estallido de la Primera Guerra Mundial (1914-1918) cambiaría radicalmente el panorama político sardo. Las autoridades italianas formaron la Brigada Sassari, formada exclusivamente por sardos, y que fue enviada como tropa de primera línea al frente. Se calcula que durante el conflicto murieron 200.000 sardos, 30.000 de ellos de la Brigate Sassari. Los oficiales, reclutados entre los pequeños burgueses y los profesionales liberales, al acabar la guerra se convirtieron en líderes políticos, como Emilio Lussu, Attilio Deffenu y Davide Empolla. Hacia 1919 la Brigada fue desmovilizada, y los excombatientes organizaron la Asociación Nacional de Excombatientes. En el III Congreso de Excombatientes, celebrado en Macomer el 1920, rechazaron tanto el socialismo como el liberalismo, y destacaron las tendencias republicanas, regionalistas y partidarios de la autonomía política.
En octubre del 1920 se formaría el Partido Sardo de Acción (PSAZ) con dos grupos dirigentes, uno en Sassari, formado por Camillo Bellieni (radical-progresista) y Luigi Battista Puggioni (partidario de una federación de pueblos mediterráneos), y uno en Cagliari, formado por Lionello De Lisi (sindicalista revolucionario) y Emilio Lussu, formados a partir de la Federación Regional de Excombatientes. Contaba por lo pronto con 500 miembros y dos periódicos, y en las elecciones de aquel mismo mes obtuvo 21 escaños de 40 en Sassari y un buen resultado en Cagliari, aumentando el número de afiliados a cerca de los 50.000. Pero en mayo del 1921 el primer ministro Giolitti disolvió la Cámara y convocó nuevas elecciones sobre circunscripciones regionales.
Los primeros dirigentes del PSAZ estaban unidos por un programa de inspiración populista que pretendía hacer reformas socioeconómicas sobre la base de cooperativismo, la defensa de la pequeña producción, la economía agraria y ganadera, la autonomía administrativa y política basada en los entes locales, dentro de una reestructuración del estado italiano que resolviera la cuestión meridional ofreciendo una vía definitiva para el desarrollo económico sardo y acabando con el proteccionismo aduanero culpable de que el sur fuera un mercado cautivo del norte. Mantenía a la vez una cierta tendencia antiobrera, puesto que oponía el meridionalismo campesino con el socialismo obrero.
A pesar de que tanto Bellieni cómo Egidio Pilia, autor del opúsculo Autonomía sarda. Base, límiti, forma (1920) tienen elementos de reivindicación étnica, el PSAZ no concebía Cerdeña ni como nación ni como minoría nacional (artículo 2 de los estatutos del partido, vigentes hasta 1948), sino que se fijó como objetivo la autonomía política, económica y administrativa de Cerdeña dentro de la Unidad de la nación italiana. Lussu y Bellieni consideraban Cerdeña como una nación abortada que no había llegado a desarrollarse, y que por esto hacía falta la plena asimilación nacional y cultural dentro de Italia. Ni la lengua ni la cultura sardas eran reivindicadas de manera sustancial, a pesar de ser consideradas vagamente como elementos fundamentales de una etnicidad diferenciada, la existencia de la cual no se sentía todavía amenazada. La propaganda del PSAZ estaba escrita totalmente en italiano, y sólo se empleaba el sardo en la propaganda oral. En los referentes exteriores, sin embargo, se hacía referencia esporádicamente a Irlanda y a Cataluña, así como a un utópico proyecto de Federación Mediterránea de Regiones Libres (Países Catalanes, Occitania, Córcega y Cerdeña). La independencia sería establecida como un objetivo claro del partido sòlo en los años Ochenta. Mantuvo contactos con otras fuerzas políticas regionalistas surgidas en toda Italia a partir de las Federaciones Regionales de Excombatientes, como lo Partido Molisano de Acción y otros similares en Apulia, Los Abruzos, Liguria, Piamonte, Calabria y Sicilia. En las elecciones legislativas italianas del 1921, el PSAZ obtuvo el 28,8 % de los votos sardos y 4 escaños, con apoyo sobre todo en las zonas rurales de pequeña y mediana propiedad y economía pastoril.
El PSAZ se dividió en dos tendencias, la federalista-marxista, que recibía el apoyo de Antonio Gramsci y la independentista. En 1923 había habido contactos entre el Partido Nacional Fascista y el PSAZ para integrarse a cambio de asumir algunos puntos de vista de reivindicación autonómica. Una parte del PSAZ (los llamados sardofascistas) ingresaron en el PNF, y otra, dirigida por Lussu, se presentó a las elecciones con las siglas del partido. En las elecciones del 1924, pese al auge del fascismo, consiguieron el 16,3 % de los votos y 2 escaños contra el 66,3 % de los fascistas. En diciembre de 1925, sin embargo, Benito Mussolini ordenó la disolución del partido y el encarcelamiento de sus líderes, la mayoría de los cuales marcharon a París. Giovanni Battista Tuveri dirigió los restos del partido en el interior y Lussu organizó en París el Partido de Acción con otras fuerzas antifascistas.
Después de unos años de inactividad, en otoño del 1943 se presentó nuevamente el PSAZ, cosa que provocaría el enfrentamiento entre los líderes venidos del exilio y orientados hacia la izquierda, como Lussu, y los que continuaban fieles al mensaje populista de los años 20, como Luigi Puggioni, Sotgio y Giovanni Battista Melis, que habían radicalizado al límite el mensaje autonomista en un casi confederalismo. A la vez, el 1943 se fundaría un Partido Comunista de Cerdeña (PCS), marxista leninista dirigido por Antonio Cassitta, quien reclamaba la fundación de una República Sarda de Obreros y Campesinos, pero desde el 1945 fue combatido y finalmente absorbido por el PCI, quién lo acusaba de separatista. El mismo año también se fundó la Lega Sarda, abiertamente independentista, fundado por Bastià Parisi, quien tenía el apoyo de Bellieni y mantenía contactos con el Movimiento Independentista Siciliano.

### Después de la Segunda Guerra Mundial
El fenómeno político y cultural independentista se manifestará claramente al final de los años 60, período muy delicado en el que no sólo se procedió a interrumpir las actividades productivas tradicionales de la isla en favor de la industria química, sino que también se instaló en la isla el 60 % de todas las bases militares estadounidenses e italianas. A principios de los años setenta del siglo XX, el sardismo se materializó en un movimiento social concreto.
Hasta los años 80, era un término clave de muchas asociaciones populares fundadas en aquellos años, aunque fuesen muy fragmentadas debido a diferentes orígenes ideológicas: por ejemplo, se fundaron en 1967 la Unione Democratiga pro s'Indipendentzia de sa Sardigna de inspiración católica, y la Liga de Unidade Nazionale pro s'Indipendentzia de sa Sardigna e su Socialismu por jóvenes socialistas.
Nacieron también varios centros culturales deliberativos, como Città-Campagna o Su Populu Sardu: inspirados por las teorías del anticolonialismo, se caracterizan por la adhesión de muchos estudiantes universitarios sardos de izquierda (tanto en la península italiana como en la isla), particularmente activos en la organización de encuestas y seminarios sobre la llamada "cuestión sarda". Relevantes fueron los clubes juveniles de Orgosolo, fervientes promotores de la resistencia popular contra la expropiación de la tierra y la militarización de los pastos. En 1978 nació el movimiento alguerés Sardenya y Llibertat, fundado por Carlo Sechi (que ganó las elecciones municipales de 1994) y Rafael Caria y unido en 1982 con el grupo Sardinna e Liberdade.
Los resultados de las elecciones recogidos por el Psd'Az, que en Cagliari tocó el 30 % y en Sassari el 20 %, han hecho posible que el liderazgo de la región tocó a su representante más prestigioso, Mario Melis, primero presidente sardista de la región, en alianza con el PCI.
A principios de los años ochenta, debido a una división, nacerá el Partidu Sardu Indipendentista. A partir de este último en 1994, con la contribución de Angelo Caria y Giampiero Marras, nació a su vez Sardigna Natzione. Algunos elementos salidos de aquesto partido y animadores del proyecto web llamado Su Cuncordu pro s'Indipendèntzia de sa Sardigna fundaron en 2001 IRS Indipendentzia Repubrica de Sardigna. Por una fracción dentro de ProgReS, otro partido independentista nacido de una división con IRS, sería fundado en 2013 por Paolo Giovanni Maninchedda y Franciscu Sedda el Partito dei Sardi.

### Hoy en día
Los principales partidos que representan explícitamente los ideales sardistas son, entre los otros movimientos políticos, el Partito Sardo d'Azione, el todavía activo "Sardigna Natzione", "Indipendentzia Repubrica de Sardigna", "ProgReS - Progetu República de Sardigna", "Rossomori" (nacido de una escisión con el Partido Sardo de Acción), el "Partito dei Sardi", "La Base Sardegna", el "Partidu Indipendentista Sardu - Malu Entu" y, hasta el 2015, "A Manca pro s'Indipendentzia"; esta última organización estaba vinculada a la historia controvertida de algunos sus activistas y del líder político Bruno Bellomonte.
En las elecciones regionales sardas de 2014, con la victoria del centro-izquierda, liderado por Francesco Pigliaru, han sido elegidos algunos representantes del Partito dei Sardi, Rossomori y el IRS; Michela Murgia, a la cabeza de una coalición liderada por el partido ProgReS, recibe el 10 % de los votos.
El nacionalismo sardo es un movimiento pacífico que rechaza la violencia; sin embargo, ha habido casos relacionados con algunos elementos extremistas. En 1968, en Barbagia, nacieron dos controversiales organizaciones paramilitares: una socialista que fue inspirada por la ETA vasca, el Fronte Nazionale de Liberazione de sa Sardigna (FNLS), y otra derechista, el Movimentu Nazionalista Sardu (MNS), acusada por la primera de simpatías profascistas; ambas serían implicadas en un presunto movimiento armado financiado por Giangiacomo Feltrinelli y disuelto por los servicios secretos italianos. Según Mario Melis, este "complot separatista sardo" fue una maquinación de los servicios secretos italianos para desacreditar el nuevo viento sardista. No se conoce a los responsables de múltiples ataques dinamiteros, reivindicados por algunas organizaciones independentistas, en particular el atentado contra Silvio Berlusconi en ocasión de la visita de Tony Blair en Porto Rotondo en 2004. En 2010, la investigación estaba abierta todavía.